# Milionia gilolensis
Milionia gilolensis là một loài bướm đêm trong họ Geometridae.